# Páramo de Boedo
Páramo de Boedo es una localidad, un municipio y también una pedanía españolas de la provincia de Palencia (Castilla y León). Cuenta con una población de 104 habitantes (INE 2024).

## Geografía
Su término municipal también comprende las localidades de:
- Saltos del Sil
- Villaneceriel de Boedo
- Zorita del Páramo

## Historia
Son varios los hallazgos de yacimientos en Zorita: piezas líticas en el paraje de Los Carrizos, cerámicos y otros materiales en La cava y en La Silla etc. 
Los tres localidades citadas fueron salariegos por muchos años de los Lara, inicialmente de Nuño Pérez de Lara, gran personaje histórico en la zona de Herrera de Pisuerga. 
Páramo y Zorita serían comparados por los magnates de la familia Velasco, en concreto Juan de Velasco lo hacía en 1411 con Zorita que era propio de Sancho de Estrada. 
A mediados del siglo XIV Páramo tenía dedicada su iglesia a Santa María, Villameceriel a San Martín y Zorita a San Llorente. El primero tenía 7 clérigos; el segundo, tres; y el tercero, trece. Por otra parte, Páramo en ese tiempo, era lugar Solariego de don Nuño, Villameceriel pertenecía a la reina y Zorita era lugar de ***, podía elegir señor libremente. 
Ya a finales del siglo XVI Páramo de Boedo disponía de 122 habitantes; Villameceriel, 76; y Zorita, 152. 
A mediados del siglo XVIII, Páramo de Boedo pertenecía al duque de Frías, disponía de tres molinos harineros, y 37 vecinos. En 1825 Páramo de Boedo contaba con un total de 206 habitantes, en 1850 con 156, en 1900 con 368 (Ya villameceriel y Zorita); en 1950 con 438; en 1984 bajaba hasta 157, en 1991 a 130, y en 2005 con 106.

## Geografía humana

### Demografía
Cuenta con una población de 104 habitantes (INE 2024).
| Gráfica de evolución demográfica de Páramo de Boedo entre 1842 y 2021 |
| |
| Población de derecho según los censos de población del INE Población de hecho según los censos de población del INEEntre el censo de 1857 y el anterior, crece el término del municipio porque incorpora a 345153 (Villanecerial) y 345175 (Zorita del Páramo) |

| Nacionalidad | Hombres | Mujeres | Total | %     | Proporción |
| ------------ | ------- | ------- | ----- | ----- | ---------- |
| Española     | 43      | 34      | 77    | 73.3% |            |
| Extranjera   | 20      | 8       | 28    | 26.6% |            |

| 1900 | 1910 | 1920 | 1930 | 1940 | 1950 | 1960 | 1970 | 1981 | 1991 |
| 368  | 385  | 355  | 391  | 402  | 438  | 375  | 222  | 144  | 130  |

## Patrimonio
Iglesia de Nuestra Señora de la Natividad
Templo románico con interesante ábside en el que aún se conservan tres ventanas decoradas con capiteles.
Ermita de San Miguel
Dentro del caserío. Pendiente de ser restaurada.

## Cultura

### Fiestas
- Santa María La Mayor, el primer fin de semana de septiembre.
- San Miguel el 8 de mayo.